# Педро Агірре Серда
Пе́дро Абеліно Агі́рре Се́рда (ісп. Pedro Abelino Aguirre Cerda, ісп. вимова: [ˈpeðɾo aˈɣire ˈseɾða]; 6 лютого 1879, Поруко, Чилі — 25 листопада 1941, Сантьяго, Чилі) — чилійський політик, член Радикальної партії, що займав президентську посаду з 25 грудня 1938 до своєї смерті 25 листопада 1941.
За фахом адвокат. В 1915—1921 — депутат Національного конгресу; в 1920—1924 — міністр внутрішніх справ; 1921—1927 — сенатор. Був лідером Радикальної партії Чилі. В 1938, як кандидат Народного фронту, до якого входила і Радикальна партія був обраний президентом. Уряд Аґірре Серди провів деякі прогресивні заходи — закон про працю, закон про банківський кредит для селян та інші, однак не наважився провести аграрну реформу.